# 横谷昌宏
横谷 昌宏（、1964年〈昭和39年〉8月8日 - ）は、日本の男性脚本家（シナリオライター）。大阪府出身。清教学園高等学校卒業（13期）。
脚本を手掛けた主な作品は『それいけ!アンパンマン』『名探偵コナン』『ケロロ軍曹』『Re:ゼロから始める異世界生活』など。

## 来歴・人物
当初は商社に勤務していたが、東京への転勤を機にシナリオ作家協会主催のシナリオ講座第22期研修科に参加し、柏原寛司、田部俊行、松本功に師事。1996年、『怪盗セイント・テール』第17話「バレンタインのハート泥棒!?」で脚本家デビュー。同期に吉田玲子、旺季志ずからがいる。
脚本家の仕事について、「作家性はあまり求められない」として、「注文通りに書き、原作を上手くアレンジすることのほうが重要」と紹介。ゴジラシリーズの製作を手掛けた東宝の富山省吾は、横谷についてSFのセンスとストーリー構成を深掘りできるアイデアマンだと評している。
清教学園高の思い出については、「今で言うところの "インキャ" だった」ので、「明るい思い出は実はあんまりない」。一方で、「恐怖でしかなかった」教師がおり、「はっきりと憎んでました。今でも憎んでます」と振り返っている。

## 参加作品

### テレビアニメ
1996年
- 怪盗セイント・テール
- それいけ!アンパンマン

1997年
- 名探偵コナン

2003年
- カスミン3
- デ・ジ・キャラットにょ（-2004年）
- ポポロクロイス（-2004年）

2004年
- 双恋
- マシュマロ通信（-2005年）
- おじゃる丸（2004年-）
- ケロロ軍曹（-2011年、シリーズ構成）

2005年
- アニマル横町

2006年
- ひまわりっ!
- シルクロード少年 ユート（-2007年）

2007年
- のだめカンタービレ
- ひまわりっ!!
- REIDEEN（シリーズ構成）
- レ・ミゼラブル 少女コゼット
- ながされて藍蘭島
- ケンコー全裸系水泳部 ウミショー
- デルトラクエスト（-2008年、シリーズ構成）
- キミキス pure rouge（-2008年）

2008年
- 魔人探偵脳噛ネウロ
- ワールド・デストラクション 〜世界撲滅の六人〜（シリーズ構成）
- バトルスピリッツ 少年突破バシン（-2009年）
- とらドラ!（-2009年）

2009年
- まりあ†ほりっく（シリーズ構成）
- うみものがたり 〜あなたがいてくれたコト〜

2010年
- のだめカンタービレ フィナーレ
- ダンス イン ザ ヴァンパイアバンド
- 会長はメイド様!
- けいおん!!
- 黒執事II

2011年
- べるぜバブ（シリーズ構成）
- まりあ†ほりっく あらいぶ（シリーズ構成）
- STEINS;GATE
- 猫神やおよろず

2012年
- アクエリオンEVOL
- NARUTO -ナルト- SD ロック・リーの青春フルパワー忍伝（-2013年）
- アクセル・ワールド
- 武装神姫（シリーズ構成）
- マギ
- 超速変形ジャイロゼッター
- ROBOTICS;NOTES

2013年
- まんがーる!
- DD北斗の拳
- はたらく魔王さま！（シリーズ構成）
- Free!（シリーズ構成）
- ジュエルペット ハッピネス

2014年
- ストライク・ザ・ブラッド
- 悪魔のリドル
- レディ ジュエルペット
- Free!-Eternal Summer-（シリーズ構成）
- ワールドトリガー

2015年
- ミカグラ学園組曲（シリーズ構成）
- 下ネタという概念が存在しない退屈な世界（シリーズ構成）
- ジュエルペット マジカルチェンジ（シリーズ構成）
- ヘヴィーオブジェクト

2016年
- Re:ゼロから始める異世界生活（シリーズ構成）
- ALL OUT!!（シリーズ構成）
- 斉木楠雄のΨ難

2017年
- MARGINAL #4 KISSから創造るBig Bang（シリーズ構成）
- サクラクエスト（シリーズ構成）
- カブキブ!（脚本）

2018年
- ミイラの飼い方
- ゲゲゲの鬼太郎 第6シリーズ
- ニル・アドミラリの天秤
- Free!-Dive to the Future-（シリーズ構成）
- 青春ブタ野郎はバニーガール先輩の夢を見ない（シリーズ構成）
- BAKUMATSU（シリーズ構成）

2019年
- BAKUMATSUクライシス（シリーズ構成）
- この世の果てで恋を唄う少女YU-NO
- 女子高生の無駄づかい（シリーズ構成）

2020年
- 遊☆戯☆王SEVENS
- ミュークルドリーミー
- いわかける! - Sport Climbing Girls -

2021年
- トロピカル〜ジュ!プリキュア（シリーズ構成）
- ミュークルドリーミー みっくす!

2022年
- アオアシ（シリーズ構成）
- はたらく魔王さま!!（シリーズ構成）

2023年
- 氷属性男子とクールな同僚女子
- SYNDUALITY Noir
- 新しい上司はど天然（シリーズ構成）

2024年
- 負けヒロインが多すぎる!（シリーズ構成）

2025年
- この会社に好きな人がいます（シリーズ構成）
- ざつ旅-That's Journey-（脚本）
- 青春ブタ野郎はサンタクロースの夢を見ない（シリーズ構成）

時期未定
- 生徒会にも穴はある!（シリーズ構成）

### 劇場作品
2000年
- クロスファイア

2001年
- 溺れる魚
- ゴジラ・モスラ・キングギドラ 大怪獣総攻撃

2003年
- ゴジラ×モスラ×メカゴジラ 東京SOS

2007年
- 超劇場版ケロロ軍曹2 深海のプリンセスであります!

2008年
- 超劇場版ケロロ軍曹3 ケロロ対ケロロ天空大決戦であります!

2015年
- 映画 ハイ☆スピード！-Free! Starting Days-（構成）

2019年
- 青春ブタ野郎はゆめみる少女の夢を見ない

2023年
- 青春ブタ野郎はおでかけシスターの夢を見ない
- 青春ブタ野郎はランドセルガールの夢を見ない

2024年
- 大室家 dear sisters / dear friends（シリーズ構成・脚本）

### テレビドラマ
1998年
- サイバー美少女テロメア

### 作詞
2011年
- まりあ†ほりっく あらいぶ
  - オープニングテーマ「妄想戦士 宮前かなこ」（作詞：横谷昌宏 / 作曲・編曲：村井大 / 歌：鼎神父（杉田智和））

## 出演
- ゴジラ×メカゴジラ（2002年） - 避難民 役[20]